# プセウドフレゲトンチア
プセウドフレゲトンチア（学名 : Pseudophlegethontia）は、空椎亜綱欠脚目の絶滅した両生類である。プセウドフレゲトンチア科の唯一の属である。プセウドフレゲトンチアは、単型属であり、P. turnbullorum （2003年に命名）が唯一の種である。  プセウドフレゲトンチアの化石は、アメリカ合衆国イリノイ州グランディ郡のマゾン川の化石床で発見されている。
プセウドフレゲトンチアは、フレゲトンティア科とオフィデルペトンのようなオフィデルペトン科の中間の形態であったと考えられる。また、比較的短い体型、K型の肋骨を持ち、先の尖った鼻、薄い腹肋、脊椎の欠如などのいくつかの特徴がある 。